# Ton van der Stap
Ton van der Stap (Den Haag, 25 november 1934 – Groningen, 8 mei 2009) was jezuïet, priester, vertaler en kunstschilder. Daags na zijn medebroeder Huub Oosterhuis werd hij in 1969 door de generaal-overste van de jezuïeten, pater Pedro Arrupe, de orde uitgezet.

## Biografie
Volgens gebruik bij de jezuïeten werd Van der Stap pas in 1965, na studies in Grave, Nijmegen en aan het Maastrichtse Canisianum, twaalf jaar na zijn toetreden tot deze orde, tot priester gewijd. Het jaar daarna kwam hij op verzoek van Oosterhuis het team van de Studentenpastores in Amsterdam versterken. Van der Stap stond bekend om zijn fijnzinnige, niet zelden op mystieke auteurs geënte preken.
Het hoogoplopende conflict over het celibaat in 1969 beschouwde Van der Stap strikt genomen niet als zijn zaak, omdat hij toen al lang wist dat hij homoseksueel was en dat hij ook niet geïnteresseerd was in een leven als getrouwde priester. Wel bleef hij achter Oosterhuis staan in het celibaatsconflict dat deze eerst met de jezuïetenorde en later met de bisschop van Haarlem uitvocht.
Van der Stap kon uiteindelijk niet aarden in Amsterdam en in het kerkelijke klimaat met zijn stevig linkse engagement. Hij vertrok naar een huisje in Zuid-Frankrijk om zich daar te wijden aan zijn hobby: schilderen. Het schilderen lukte niet en het vertaalwerk-om-den-brode leverde te weinig op.
Terug in Nederland vestigde Van der Stap zich in 1983 in het dorpje Kantens, ten noorden van Groningen in het 'Hogeland'.
Van der Stap leefde er in alle soberheid, om niet te zeggen aan de rand van de armoede. Eind jaren negentig kwamen twee vrienden met royalere mogelijkheden vlak bij hem wonen, mede omdat zijn gezondheid hard achteruit ging.
Ton van der Stap was absoluut niet geïnteresseerd in kerkelijke structuren en dogmatiek; wél sprak de katholieke mystiek tot zijn verbeelding, hoewel hij ook 'zen' en 'boeddhisme' bij zijn spirituele verkenningen en ervaring betrok.
Van der Stap overleed op 7 mei 2009 op 74-jarige leeftijd.
In het In memoriam typeerde het dagblad Trouw hem als iemand wiens preken af en toe applaus oogstten, iemand die om zijn begaafdheid in de schilderkunst en zijn vertalingen veel waardering kreeg, maar die niet minder een meester was in de kunst van het vluchten.

## Nalatenschap
Behalve een onafzienbare rij veelal abstracte schilderijen, later meer en meer vooral Groningse landschappen en gestencilde preken uit de jaren zestig en zeventig heeft Van der Stap een autobiografie nagelaten: Bewaard verleden (tot 1970), daarnaast 'De weg van Meister Eckhart' en 'De verborgen schat in de akker' (alle verschenen bij Meinema). Verder leverde hij talrijke vertalingen, waaronder voor de lijvige werken van de Zwitserse theoloog Hans Küng, de Duitse monnik Anselm Grün en de Duitse theoloog en psychotherapeut Eugen Drewermann en uit het Frans bijvoorbeeld werken van Marguerite Yourcenar, Albert Camus en François Villon.
Belangrijk maar onaf werk heeft Van der Stap nog geleverd met vertalingen van de Griekse dichters Konstantinos Kavafis en Yannis Rítsos.

### Tentoonstelling
Rond zijn eerste sterfdag, in 2010, werd in het koetshuis Borg Ewsum, niet ver van Kantens, een kleine tentoonstelling aan het schilderwerk van Van der Stap gewijd. Vriend Sieds Prins verhaalde bij die gelegenheid hoe hij eens een bijzonder doek van Van der Stap van de bodem uit diens kattebak had gevist: afgekeurd. Bij de talrijke doeken in Van der Staps nalatenschap troffen zijn vrienden er heel wat aan die onherstelbaar gehavend waren door vocht en muizen.
Bij de opening vertelde verder beeldhouwer Barbara Hoyng nog hoe de jezuiëten-oversten allang vonden dat ze met dat schildertalent van Van der Stap iets aan moesten. Zij drongen er bij hem op aan les te nemen bij de Nijmeegse kunstschilder Toon Vijftigschild, die juist in die periode was geëerd met de Karel de Grote-prijs van die stad. De over zijn talent altijd onzekere Van der Stap liet zich pas overhalen toen hij hoorde dat Vijftigschild nog leerling was geweest van een leerling van Paul Cézanne en hij zich aldus toch de artistieke achterkleinzoon mocht wanen van die grote Franse meester.

### In een ander licht
Bij Meinema verscheen in 2011 nog In een ander licht, een bloemlezing van vele al dan niet gepubliceerde fragmenten, artikelen, preken, gedachten. Ze werden gekozen en ingeleid door voormalig KRO-redacteur Gerard Swüste. In zijn inleiding schrijft Swüste: Ton van der Stap kan pagina's lang prachtig zwijgen over God..
- Biografisch Portaal: 98250113
- Digitale Bibliotheek voor de Nederlandse Letteren: stap022
- Gemeinsame Normdatei: 1132234417
- International Standard Name Identifier: 0000 0000 2734 2140
- Library of Congress Control Number: n87100766
- Nederlandse Thesaurus van Auteursnamen: 072902787
- RKD-Nederlands Instituut voor Kunstgeschiedenis: 415708
- Système universitaire de documentation: 152623833
- Virtual International Authority File: 263293424
- WorldCat: E39PBJyx9HXPFgpwPbfvtpCmh3